# The Battle Rages On...
The Battle Rages On… — 14-й студійний альбом гурту Deep Purple; сьомий та останній альбом, виданий класичним складом. Вийшов у Британії 11 липня, а в США 27 липня 1993 року.
Альбом почав записуватися в США на Bearsville Studios в Нью-Йорку з Джо Лінн Тернером як вокалістом. Після звільнення Тернера і повернення в групу Ієна Ґіллана робота продовжилася в Red Rooster Studios в місті Тутцінг, де були записані вокальні партії і розпочато мікшування записів. Остаточне зведення зроблено на Greg Rike Studios в Орландо, штат Флорида.
У першій пісні, як пояснював Ґіллан, "йдеться про Югославію, про неможливість любити, коли всі навколо вбивають один одного. Це протест проти ненависті, що виникає між людьми ". У хіт-параді Великій Британії диск піднявся до 21-го місця.

## Список пісень
| 1.  | «The Battle Rages On» | 5:55 |
|     |                       |      |
| 2.  | «Lick It Up»          | 3:59 |
|     |                       |      |
| 3.  | «Anya»                | 6:31 |
|     |                       |      |
| 4.  | «Talk About Love»     | 4:07 |
|     |                       |      |
| 5.  | «Time to Kill»        | 5:48 |
|     |                       |      |
| 6.  | «Ramshackle Man»      | 5:33 |
|     |                       |      |
| 7.  | «A Twist in the Tale» | 4:16 |
|     |                       |      |
| 8.  | «Nasty Piece of Work» | 4:35 |
|     |                       |      |
| 9.  | «Solitaire»           | 4:41 |
|     |                       |      |
| 10. | «One Man's Meat»      | 4:38 |
|     |                       |      |